# Мацежиш
Мацежиш (пол. Macierzysz) — село в Польщі, у гміні Ожарув-Мазовецький Варшавського-Західного повіту Мазовецького воєводства.
Населення — 929 осіб (2011).
У 1975-1998 роках село належало до Варшавського воєводства.

## Демографія
Демографічна структура станом на 31 березня 2011 року:
|          | Загалом | Допрацездатний вік | Працездатний вік | Постпрацездатний вік |
| -------- | ------- | ------------------ | ---------------- | -------------------- |
| Чоловіки | 471     | 92                 | 336              | 43                   |
| Жінки    | 458     | 78                 | 294              | 86                   |
| Разом    | 929     | 170                | 630              | 129                  |